# Blok energetyczny
Blok energetyczny – zespół urządzeń w elektrowni
Stanowi turbogenerator (turbozespół) współpracujący z kotłem parowym, stanowiący autonomiczny system energetyczny w elektrowni kondensacyjnej lub elektrociepłowni, wraz z indywidualnymi systemami dostarczania do kotła paliwa i powietrza, odprowadzenia spalin i popiołu, oraz wyprowadzenia energii elektrycznej.